# Una vita in gioco (film 2012)
Una vita in gioco è un film del 2012 scritto, prodotto e diretto da Fabio Quatela e riguardante il tema del gioco d'azzardo.

## Trama
Vito Ressi inizia da una semplice scommessa a prendere il vizio del gioco. In poco tempo diventa un vero giocatore compulsivo d'azzardo. Le cattive compagnie gli impediscono di mettere giudizio una volta per tutte. Si trasferisce in un'altra città nella speranza di una nuova vita e di un futuro migliore ma il passato non è sempre così semplice da dimenticare.

## Produzione
Le riprese sono state effettuate a Milano.

## Distribuzione
Il film è stato presentato a Monza il 12 luglio 2012.